# 冰淇淋蘇打
冰淇淋蘇打（Ice cream float）是一种冷饮料，由冰淇淋、軟性飲料、糖漿和碳酸水组成。冰淇淋蘇打在夏季比較流行。冰淇淋蘇打至少在1874年就已經在美國出現。 